# District (Pérou)

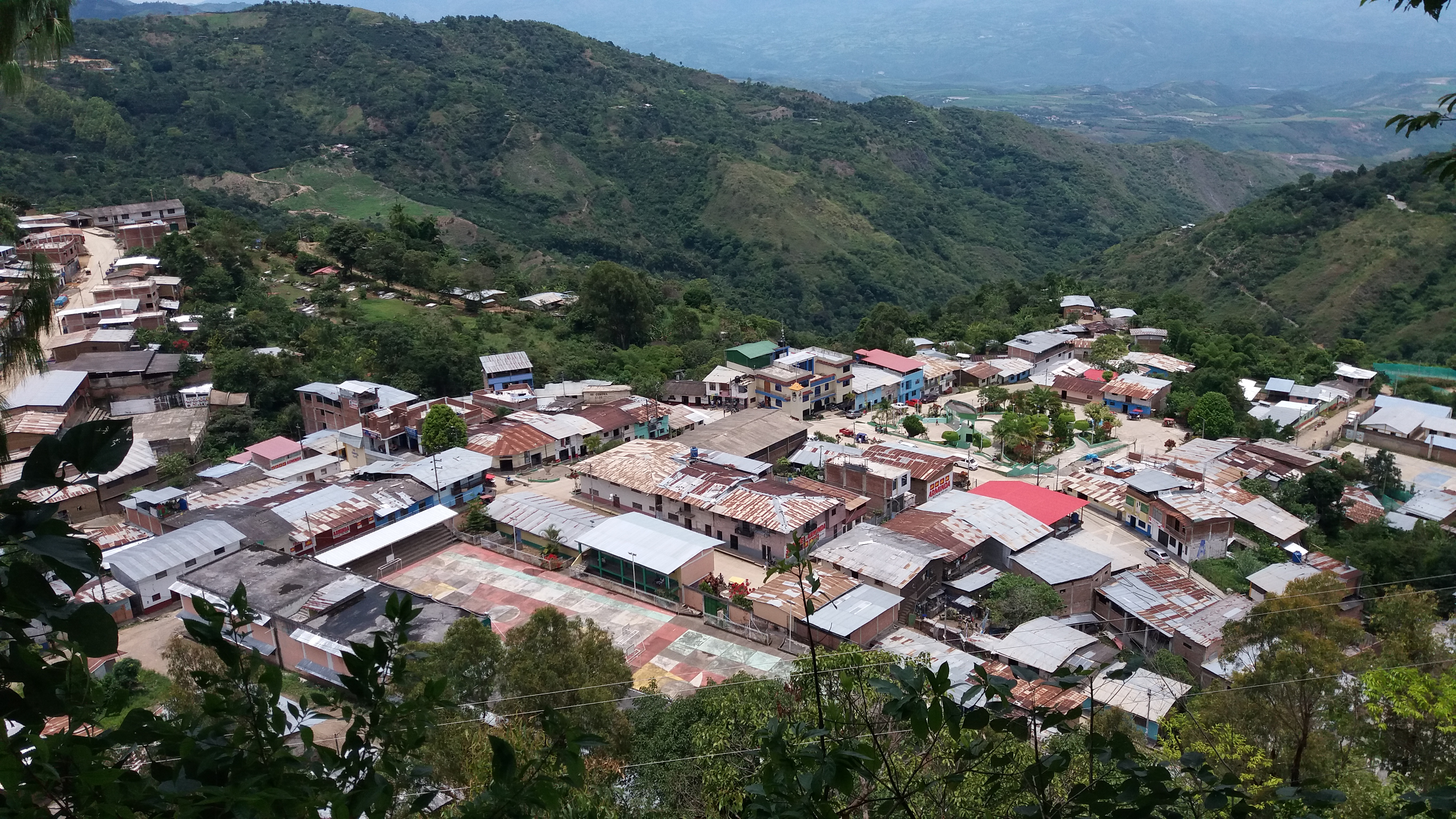
Quartier La Coipa.
Image panoramique du quartier de La Coipa, année 2022

Le district (distrito en espagnol) est au Pérou une subdivision de la province, qui est elle-même une subdivision du département. C'est la plus petite subdivision administrative du pays. L'administration civile de chaque district est assurée par une municipalité de district présidée par un maire (Alcalde) élu au suffrage universel tous les quatre ans.
D'après la résolution 1185-2006-JNE, publié le 27 juin 2006 dans El Peruano (le journal officiel du Pérou), il y actuellement 1 831 districts au Pérou. Le nombre de districts augmente régulièrement.
Pour les statistiques de l'INEI, il existe une entité plus petite que le district : le centro poblado (localité), qui est classée dans une catégorie urbaine ou rurale.
Chaque district est identifié par un code Ubigeo numérique à six chiffres.

## Annexe